# Baiac (Alier)
Baiac (en francès Bayet) és un municipi francès, situat al departament de l'Alier i a la regió d'Alvèrnia-Roine-Alps. L'any 2007 tenia 668 habitants.

## Demografia
El 2007 la població de fet de Bayet era de 668 persones. Hi havia 264 famílies. El 2007 hi havia 335 habitatges, 272 habitatges principals, 33 segones residències i 29 desocupats.

## Economia
El 2007 la població en edat de treballar era de 407 persones, 341 eren actives i 66 eren inactives. Hi havia un 45 empreses, principalment serveis de proximitat: comerços, empreses de construcció….
L'any 2000 a Baiac hi havia dinou explotacions agrícoles que conreaven un total de 1.456 hectàrees.
El 2009 hi havia una escola elemental.